# ロングヴィル子爵
ロングヴィル子爵（ロングヴィルししゃく、英: Viscount Longueville）は、イギリスの貴族爵位。イングランド貴族とアイルランド貴族でそれぞれ1度創設され、いずれも廃絶している。

## 歴史
第15代ルシンのグレイ男爵ヘンリー・イェルヴァートン(c.1664–1704)は名誉革命でウィリアム3世を支持して、1690年4月21日にイングランド貴族であるド・ロングヴィル子爵（Viscount de Longueville）に叙された。叙爵の特許状では「ド・ロングヴィル子爵」だったが、イングランド貴族院では「ロングヴィル子爵」（Viscount Longueville）として紹介され、2代子爵も「ロングヴィル子爵」として昇叙を受けた。
2代子爵タルボット・イェルヴァートン(1690–1731)はホイッグ党に属し、ジョージ1世が即位した後の1717年9月26日にグレートブリテン貴族であるサセックス伯爵に叙された。以降息子2人が爵位を継承したが、3代伯爵ヘンリー・イェルヴァートン(1728–1799)の死とともにルシンのグレイ男爵以外の爵位はすべて廃絶した。
コーク県出身でアイルランド王国の政治家であるリチャード・ロングフィールド(1734–1811)は兄ジョンの息子ロバート・ロングフィールド(1756–1778)の遺産を相続したのち、1795年10月11日にアイルランド貴族であるコーク県におけるロングヴィル男爵に叙され、1800年12月29日にコーク県におけるロングヴィル子爵に叙された。彼はのちにアイルランド貴族代表議員も務めたが、妻との間で息子をもうけず、爵位は1代で廃絶した。遺産は叔父ジョン(1695–1765)の息子マウンティフォート・ロングフィールド(1746–1819)が相続した。

## ロングヴィル子爵（1690年）
- 初代ロングヴィル子爵ヘンリー・イェルヴァートン（1664年ごろ – 1704年）
- 第2代ロングヴィル子爵タルボット・イェルヴァートン（1690年 – 1731年）
  - 1717年、サセックス伯爵に叙爵。以降はサセックス伯爵を参照

## ロングヴィル子爵（1800年）
- 初代ロングヴィル子爵リチャード・ロングフィールド（1734年 – 1811年）